# Monte Letegge - Monte d'Aria
Monte Letegge - Monte d'Aria este o arie protejată (arie specială de conservare — SAC, sit de importanță comunitară — SCI) din Italia întinsă pe o suprafață de 1.774 ha, integral pe uscat.

## Localizare
Centrul sitului Monte Letegge - Monte d'Aria este situat la coordonatele 43°09′50″N 13°09′15″E / 43.163889°N 13.154167°E.

## Înființare
Situl Monte Letegge - Monte d'Aria a fost declarat sit de importanță comunitară în iunie 1995 pentru a proteja 9 specii de animale. Situl a fost protejat și ca arie specială de conservare în decembrie 2016.

## Biodiversitate
Situată în ecoregiunea continentală, aria protejată conține 7 habitate naturale: Pseudostepă cu ierburi și specii anuale de Thero-Brachypodietea, Liziere de ierburi înalte hidrofile de câmpie și de nivel montan până la alpin, Formațiuni de Juniperus communis pe lande sau pajiști calcaroase, Păduri de stejar alb estice, Păduri de Quercus ilex și Quercus rotundifolia, Pajiști uscate seminaturale și facies de acoperire cu tufișuri pe substraturi calcaroase (Festuco-Brometalia) (* situri importante pentru orhidee), Pajiști carstice calcaroase sau bazofile, de Alysso-Sedion albi.
La baza desemnării sitului se află mai multe specii protejate:
- păsări (6): fâsă-de-câmp (Anthus campestris), ciocârlie-cu-degete-scurte (Calandrella brachydactyla), presură de grădină (Emberiza hortulana), Falco biarmicus, sfrâncioc roșiatic (Lanius collurio), viespar (Pernis apivorus)
- mamifere (1): lupul (Canis lupus)
- nevertebrate (1): fluturele auriu (Euphydryas aurinia)
- reptile (1): șarpele cu patru dungi (Elaphe quatuorlineata)

Pe lângă speciile protejate, pe teritoriul sitului au mai fost identificate 7 specii de reptile.